# Tethya citrina
Tethya citrina är en svampdjursart som beskrevs av Sarà och Melone 1965. Tethya citrina ingår i släktet Tethya och familjen Tethyidae. Inga underarter finns listade i Catalogue of Life.